# Antonio de Zara y Pont
Antonio de Zara y Pont fue un militar e ingeniero español del siglo XVIII. 

## Biografía
Nació en Palencia. En 1745 revistaba como subteniente en el regimiento de infantería de Soria. En 1754 fue nombrado ingeniero delineador. Tras ser destinado a Guipúzcoa, donde trabajó en las fortalezas de San Sebastián (junto a Felipe Cramer y Juan Martín Cermeño) y de Fuenterrabía, trabajó en Cataluña hasta 1776, cuando fue promovido a teniente coronel y destinado a Pamplona.
Desempeñó su oficio en Eugi y Orbaitzeta, participó del reconocimiento del río Bidasoa y en el diseño de presas para el río Irati. En 1789 fue ascendido a coronel y designado ingeniero jefe, haciéndose cargo de la dirección de fortificaciones de Navarra.
El 25 de diciembre de 1792 un decreto real ascendió «á Ingenieros Directores de sus exércitos plazas y fronteras á los en Xefe D. Joseph Diaz Pedregal y D. Antonio de Zara».
En la Guerra del Rosellón encabezó las obras para la defensa de Guipúzcoa y actuó en la defensa del paso de Behobia, sobre el Bidasoa, y de la Ermita de Santa Bárbara. En 1794 fue promovido a brigadier y consta su participación en las Juntas militares de junio de 1794 dispuestas para tratar acerca de las operaciones militares en Vera de Bidasoa y el Valle del Bastán, y la planificación de una eventual retirada. Ese mismo año fue pasado a retiro con el grado de mariscal de campo.